# Chrysosoma tuberculicorne
Chrysosoma tuberculicorne är en tvåvingeart som först beskrevs av Macquart 1855.  Chrysosoma tuberculicorne ingår i släktet Chrysosoma och familjen styltflugor. Inga underarter finns listade i Catalogue of Life.